# 司馬藥師
零陵王司馬藥師（5世紀—490年3月30日），河內郡溫縣人，晉室之後，南朝宋、南朝齊二王後之一。

## 生平
南朝宋泰始四年（468年），零陵王司馬勗去世。司馬藥師後襲封零陵郡王。
南朝齊建元元年（479年），齊高帝代宋，封宋順帝為汝陰郡王，並削魏室之後陳留王曹粲之爵，零陵王遂與汝陰王成為齊朝二王後。
永明八年二月二十四日（490年3月30日），零陵王司馬藥師去世。其後何人襲爵史料失載，有记载都官尚书蔡约受任为继任零陵王的师傅。
南朝梁天監元年（502年），梁武帝代齊，下詔削除前朝封爵，只有宋室之後汝陰王的爵位得以保留。零陵王因已非二代之後，爵位被削除。